# Leichtathletik-Europacup 2002
| 23. Leichtathletik-Europacup                          | 23. Leichtathletik-Europacup | 23. Leichtathletik-Europacup | 23. Leichtathletik-Europacup | 23. Leichtathletik-Europacup | 23. Leichtathletik-Europacup |
| ----------------------------------------------------- | ---------------------------- | ---------------------------- | ---------------------------- | ---------------------------- | ---------------------------- |
|                                                       |                              |                              |                              |                              |                              |
| Resultate Superliga (Endstand nach 40 Entscheidungen) |                              |                              |                              |                              |                              |
| Annecy Parc des Sports – 22./23. Juni 2002            |                              |                              |                              |                              |                              |
| Frauen                                                | Frauen                       | Frauen                       | Männer                       | Männer                       | Männer                       |
| Platz                                                 | Land                         | Punkte                       | Platz                        | Land                         | Punkte                       |
| 1                                                     | Russland                     | 124,0                        | 1                            | Deutschland                  | 122,5                        |
| 2                                                     | Deutschland                  | 110,5                        | 2                            | Frankreich                   | 103,0                        |
| 3                                                     | Frankreich                   | 089,0                        | 3                            | Russland                     | 096,0                        |
| 4                                                     | Rumänien                     | 088,0                        | 4                            | Großbritannien               | 095,0                        |
| 5                                                     | Großbritannien               | 084,5                        | 5                            | Italien                      | 091,5                        |
| 6                                                     | Polen                        | 075,5                        | 6                            | Frankreich                   | 087,0                        |
| 7                                                     | Ukraine                      | 072,5                        | 7                            | Ukraine                      | 064,5                        |
| 8                                                     | Italien                      | 072,0                        | 8                            | Finnland                     | 061,0                        |
| ← Bremen 2001                                         | ← Bremen 2001                | ← Bremen 2001                | Florenz 2003 →               | Florenz 2003 →               | Florenz 2003 →               |
|  abgestiegen in die 1. Liga des nächsten Europacups   |                              |                              |                              |                              |                              |

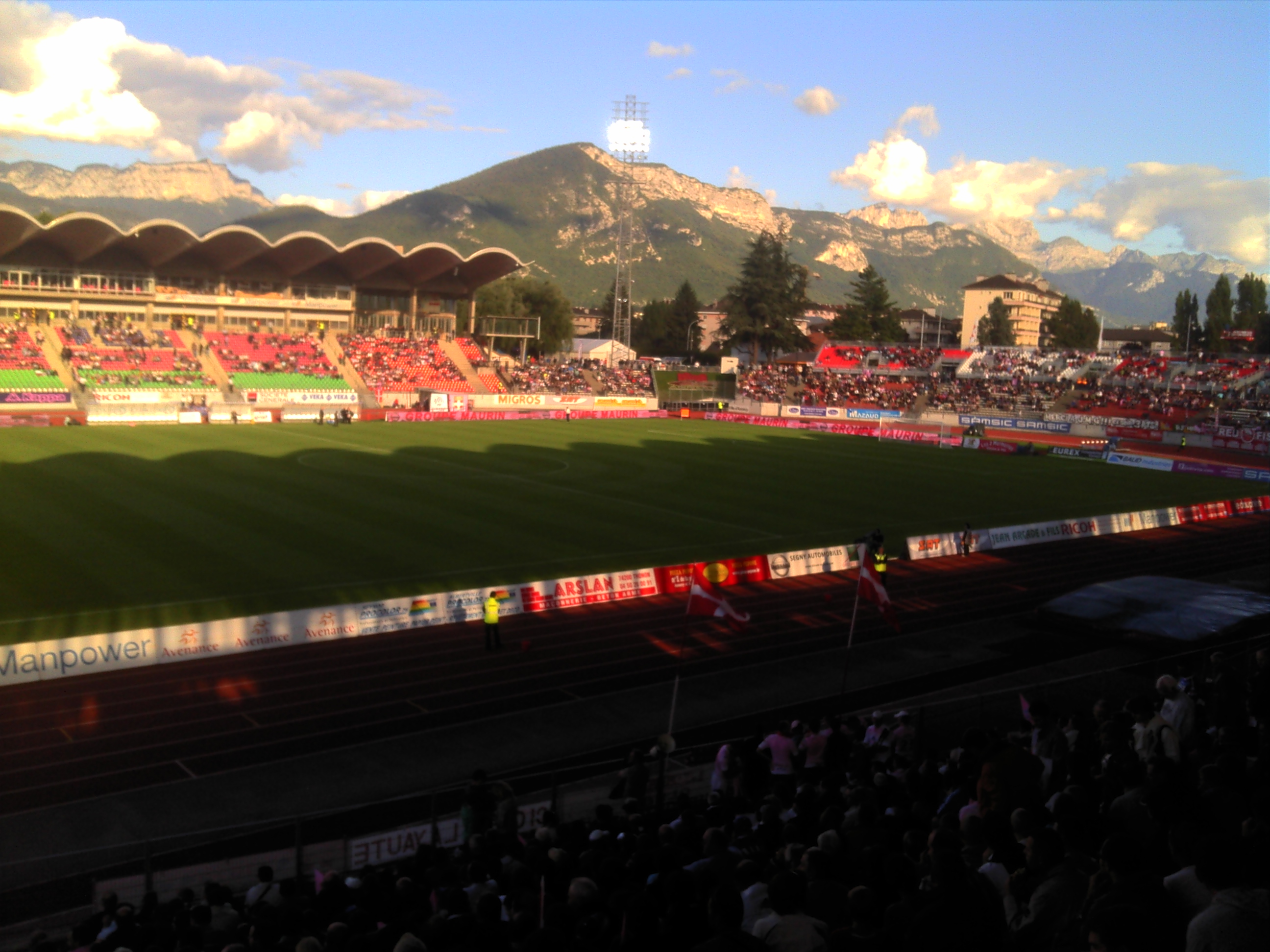
Der Parc des Sports d’Annecy – hier im Jahr 2011

Das 23. Leichtathletik-Europacup-Superliga-Finale fand am 22. und 23. Juni 2002 im Parc des Sports von Annecy (Frankreich) statt und umfasste vierzig Disziplinen (20 Männer, 20 Frauen).

## Modus
Auch die diesjährige Austragung fand nach den im Europacup 1983 erstmals gültigen Regeln statt. Das höchste Niveau des Cups wurde als Superliga bezeichnet. Die einen Rang unter der Superliga platzierten Nationen trugen ihre Wettbewerbe in der 1. Liga aus, die in zwei Gruppen unterteilt war. Die 2. Liga war wie schon in den Vorjahren ebenfalls in zwei Gruppen aufgeteilt.
Die Wettbewerbe der Superliga wurden am Samstag, 22. und Sonntag, 23. Juni ausgetragen. In den beiden anderen Ligen fanden die Wettkämpfe an denselben Tagen statt. Das seit 1983 praktizierte System mit Auf- und Absteigern entschied auch weiterhin über die Ligeneinteilungen des nächsten Cups – hier für 2003.
Ab 1994 war der vorher praktizierte Austragungsturnus von zwei Jahren auf ein Jahr verkürzt worden. Dadurch war der Europacup in keinem Jahr mehr der internationale Jahreshöhepunkt. In den ungeraden Jahren wurden Weltmeisterschaften, in den geraden Jahren Europameisterschaften oder Olympische Spiele ausgetragen. Dies führte im Lauf der kommenden Jahre zu einer Abwertung des Cups. Allerdings waren hier in Annecy einige sehr gute Leistungen zu verzeichnen.
Auch die zur Straffung der Veranstaltung 1997 eingeführte Praxis in den vertikalen Sprungwettbewerben, im Kugelstoßen sowie den Wurfdisziplinen wurde beibehalten. Dort standen den Athleten nicht wie üblich sechs, sondern nur vier Versuche zur Verfügung.

## Der Leichtathletik-Europacup 2002
Im Wettbewerbskatalog gab es die letzte noch fällige Erweiterung. Im Frauenprogramm wurde der zuvor noch fehlende 3000-Meter-Hindernislauf Teil der Veranstaltung. Damit unterschied sich das Frauenprogramm nur noch in den Gewichten der Stoß- und Wurfgeräte, in der Höhe der Hürden/Hindernisse sowie der Distanz des Hürdensprints vom Programm der Männer. Die Anzahl der Disziplinen hingegen war nun ausgeglichen.
Seit 1996 sponserte die Handelskette Spar (Eigenschreibweise: SPAR) den Europacup und blieb der Veranstaltung bis zuletzt erhalten. Dies führte auch zur Umbenennung in SPAR-Europacup.
Bei den Männern lag zunächst Großbritannien vorn. Doch später wurde ihr Sprinter Dwain Chambers wegen seines Verstoßes gegen die Antidopingbestimmungen disqualifiziert. Auch die britische Sprintstaffel war von einer nachträglichen dopingbedingten Disqualifikation betroffen (s. u.). Dadurch änderte sich die Rangfolge der Männerwertung erheblich. Deutschland rückte auf Rang eins vor, Großbritannien war am Ende Vierter. Mit deutlichem Rückstand belegte Frankreich den zweiten Platz. Bei den Frauen setzte Russland seine Erfolgsserie fort. Für die Russinnen war es – die Zeit der Sowjetunion mit einberechnet – der elfte Sieg insgesamt und der sechste in Folge, dem noch ein weiterer folgen sollte. Auf den zweiten Platz kam Deutschland.
Als Absteiger bei den Männern standen am Ende die Ukraine und Finnland fest. Bei den Frauen kam es zu einer Besonderheit: Italien belegte zwar den achten und letzten Platz, blieb aber dennoch Teilnehmer in der Superliga, weil das Land im kommenden Jahr Gastgeber des Europacups sein würde. So mussten die beiden davor platzierten Teams aus Polen und der Ukraine den Weg in die 1. Liga gehen.

## Sportliche Höhepunkte
Es gab einige ausgezeichnete Leistungen.
- Die Russin Julija Petschonkina gewann den 400-Meter-Hürdenlauf in 53,38 s.
- Tatjana Kotowa, ebenfalls aus Russland, erzielte im Weitsprung 7,42 m.
- Den Stabhochsprung gewann zum dritten Mal in Folge die Russin Swetlana Feofanowa mit 4,70 m.[1]

## Deutsche Mannschaft
Das Team des Deutschen Leichtathletik-Verbandes (DLV) setzte sich aus 51 Athleten (25 Frauen und 26 Männer) zusammen.

## Doping
Aufgrund der Dopingvergehen des Briten Dwain Chambers wurden 2006 alle seine zwischen dem 1. Januar 2002 und 1. August 2003 erzielten Leistungen annulliert. Der Athlet hatte im Einzelrennen über 100 Meter zunächst Rang eins belegt. Auch die britische Sprintstaffel war von einer nachträglichen dopingbedingten Disqualifikation betroffen. Durch den Punktabzug für Großbritannien rückte Deutschland in der Teamwertung nachträglich auf Rang eins vor, während die zunächst siegreiche britische Mannschaft auf den vierten Platz abrutschte.

## Länderwertungen 2.Liga
Die 2. Liga der Männer und Frauen wurde am 22./23. Juni in zwei Gruppen ausgetragen. Die Wettbewerbe der Gruppe 1 fanden in Tallinn, Estland, statt, die der Gruppe 2 in Belgrad, Serbien. Aus den beiden Gruppen qualifizierten sich die jeweils ersten beiden Teams für die Teilnahme an den beiden Gruppen der 1. Liga des nächsten Europacups.
| Länderwertungen 2. Liga Gruppe 1 in Tallinn am 22./23. Juni | Länderwertungen 2. Liga Gruppe 1 in Tallinn am 22./23. Juni | Länderwertungen 2. Liga Gruppe 1 in Tallinn am 22./23. Juni | Länderwertungen 2. Liga Gruppe 1 in Tallinn am 22./23. Juni | Länderwertungen 2. Liga Gruppe 1 in Tallinn am 22./23. Juni | Länderwertungen 2. Liga Gruppe 1 in Tallinn am 22./23. Juni |
|                                                             | Frauen                                                      | Frauen                                                      |                                                             | Männer                                                      | Männer                                                      |
| Platz                                                       | Land                                                        | Punkte                                                      |                                                             | Land                                                        | Punkte                                                      |
| ----------------------------------------------------------- | ----------------------------------------------------------- | ----------------------------------------------------------- | ----------------------------------------------------------- | ----------------------------------------------------------- | ----------------------------------------------------------- |
| 1                                                           | Irland                                                      | 129                                                         |                                                             | Belarus                                                     | 127,0                                                       |
| 2                                                           | Lettland                                                    | 124                                                         |                                                             | Estland                                                     | 118,0                                                       |
| 3                                                           | Litauen                                                     | 112                                                         |                                                             | Irland                                                      | 114,5                                                       |
| 4                                                           | Estland                                                     | 106                                                         |                                                             | Lettland                                                    | 094,0                                                       |
| 5                                                           | Dänemark                                                    | 095                                                         |                                                             | Zypern                                                      | 087,5                                                       |
| 6                                                           | Zypern                                                      | 075                                                         |                                                             | Island                                                      | 074,0                                                       |
| 7                                                           | Georgien                                                    | 040                                                         |                                                             | Georgien                                                    | 048,0                                                       |
| 8                                                           | Luxemburg                                                   | 035                                                         |                                                             | Luxemburg                                                   | 047,0                                                       |

 qualifiziert für die 1. Liga des nächsten Europacups
| Länderwertungen 2. Liga Gruppe 2 in Belgrad am 22./23. Juni | Länderwertungen 2. Liga Gruppe 2 in Belgrad am 22./23. Juni | Länderwertungen 2. Liga Gruppe 2 in Belgrad am 22./23. Juni | Länderwertungen 2. Liga Gruppe 2 in Belgrad am 22./23. Juni | Länderwertungen 2. Liga Gruppe 2 in Belgrad am 22./23. Juni | Länderwertungen 2. Liga Gruppe 2 in Belgrad am 22./23. Juni |
|                                                             | Frauen                                                      | Frauen                                                      |                                                             | Männer                                                      | Männer                                                      |
| Platz                                                       | Land                                                        | Punkte                                                      | Platz                                                       | Land                                                        | Punkte                                                      |
| ----------------------------------------------------------- | ----------------------------------------------------------- | ----------------------------------------------------------- | ----------------------------------------------------------- | ----------------------------------------------------------- | ----------------------------------------------------------- |
| 01                                                          | Belgien                                                     | 173,0                                                       | 01                                                          | Bulgarien                                                   | 173,0                                                       |
| 02                                                          | BR Jugoslawien                                              | 163,0                                                       | 02                                                          | Israel                                                      | 167,5                                                       |
| 03                                                          | Österreich                                                  | 145,5                                                       | 03                                                          | Kroatien                                                    | 157,0                                                       |
| 04                                                          | Kroatien                                                    | 136,0                                                       | 04                                                          | Moldau                                                      | 150,0                                                       |
| 05                                                          | Moldau                                                      | 117,0                                                       | 05                                                          | Türkei                                                      | 149,5                                                       |
| 06                                                          | Israel                                                      | 107,0                                                       | 06                                                          | BR Jugoslawien                                              | 140,0                                                       |
| 07                                                          | Albanien                                                    | 082,5                                                       | 07                                                          | Bosnien und Herzegowina                                     | 111,0                                                       |
| 08                                                          | Bosnien und Herzegowina                                     | 052,0                                                       | 08                                                          | Armenien                                                    | 083,0                                                       |
| 09                                                          | Nordmazedonien                                              | 044,0                                                       | 09                                                          | AASSE                                                       | 062,0                                                       |
| 10                                                          | AASSE                                                       | 038,0                                                       | 10                                                          | Nordmazedonien                                              | 059,0                                                       |
|                                                             |                                                             |                                                             | 11                                                          | Albanien                                                    | 049,0                                                       |

 qualifiziert für die 1. Liga des nächsten Europacups

## Länderwertungen 1.Liga
Die Wettbewerbe in der 1. Liga wurden für Männer und Frauen gemeinsam am 22. und 23. Juni ausgetragen. Die Teams der Gruppe 1 trafen sich in Banská Bystrica (Slowakei), die Gruppe 2 fand in der spanischen Stadt Sevilla statt. Die beiden jeweiligen Gruppenersten qualifizierten sich für die Superliga des kommenden Europacups. In die 2. Liga absteigen mussten die Mannschaften auf den jeweils letzten beiden Plätzen.
| Länderwertungen 1. Liga Gruppe 1 – in Banská Bystrica am 22./23. Juni | Länderwertungen 1. Liga Gruppe 1 – in Banská Bystrica am 22./23. Juni | Länderwertungen 1. Liga Gruppe 1 – in Banská Bystrica am 22./23. Juni | Länderwertungen 1. Liga Gruppe 1 – in Banská Bystrica am 22./23. Juni | Länderwertungen 1. Liga Gruppe 1 – in Banská Bystrica am 22./23. Juni | Länderwertungen 1. Liga Gruppe 1 – in Banská Bystrica am 22./23. Juni |
|                                                                       | Frauen                                                                | Frauen                                                                |                                                                       | Männer                                                                | Männer                                                                |
| Platz                                                                 | Land                                                                  | Punkte                                                                |                                                                       | Land                                                                  | Punkte                                                                |
| --------------------------------------------------------------------- | --------------------------------------------------------------------- | --------------------------------------------------------------------- | --------------------------------------------------------------------- | --------------------------------------------------------------------- | --------------------------------------------------------------------- |
| 1                                                                     | Griechenland                                                          | 133,0                                                                 |                                                                       | Griechenland                                                          | 124                                                                   |
| 2                                                                     | Ungarn                                                                | 107,0                                                                 |                                                                       | Tschechien                                                            | 107                                                                   |
| 3                                                                     | Tschechien                                                            | 107,0                                                                 |                                                                       | Ungarn                                                                | 101                                                                   |
| 4                                                                     | Bulgarien                                                             | 104,5                                                                 |                                                                       | Belgien                                                               | 085                                                                   |
| 5                                                                     | Finnland                                                              | 099,5                                                                 |                                                                       | Slowakei                                                              | 082                                                                   |
| 6                                                                     | Slowakei                                                              | 063,0                                                                 |                                                                       | Norwegen                                                              | 079                                                                   |
| 7                                                                     | Norwegen                                                              | 059,0                                                                 |                                                                       | Rumänien                                                              | 074                                                                   |
| 8                                                                     | Türkei                                                                | 046,0                                                                 |                                                                       | Litauen                                                               | 061                                                                   |

 qualifiziert für die Superliga des nächsten Europacups

 abgestiegen in die 2. Liga des nächsten Europacups
| Länderwertungen 1. Liga Gruppe 2 – in Sevilla am 22./23. Juni | Länderwertungen 1. Liga Gruppe 2 – in Sevilla am 22./23. Juni | Länderwertungen 1. Liga Gruppe 2 – in Sevilla am 22./23. Juni | Länderwertungen 1. Liga Gruppe 2 – in Sevilla am 22./23. Juni | Länderwertungen 1. Liga Gruppe 2 – in Sevilla am 22./23. Juni | Länderwertungen 1. Liga Gruppe 2 – in Sevilla am 22./23. Juni |
|                                                               | Frauen                                                        | Frauen                                                        |                                                               | Männer                                                        | Männer                                                        |
| Platz                                                         | Land                                                          | Punkte                                                        |                                                               | Land                                                          | Punkte                                                        |
| ------------------------------------------------------------- | ------------------------------------------------------------- | ------------------------------------------------------------- | ------------------------------------------------------------- | ------------------------------------------------------------- | ------------------------------------------------------------- |
| 1                                                             | Spanien                                                       | 128,0                                                         |                                                               | Spanien                                                       | 132                                                           |
| 2                                                             | Schweden                                                      | 111,0                                                         |                                                               | Schweden                                                      | 122                                                           |
| 3                                                             | Belarus                                                       | 106,5                                                         |                                                               | Niederlande                                                   | 100                                                           |
| 4                                                             | Portugal                                                      | 088,5                                                         |                                                               | Portugal                                                      | 091                                                           |
| 5                                                             | Slowenien                                                     | 088,0                                                         |                                                               | Slowenien                                                     | 077                                                           |
| 6                                                             | Niederlande                                                   | 073,0                                                         |                                                               | Dänemark                                                      | 077                                                           |
| 7                                                             | Schweiz                                                       | 072,5                                                         |                                                               | Schweiz                                                       | 070                                                           |
| 8                                                             | Lettland                                                      | 051,5                                                         |                                                               | Österreich                                                    | 048                                                           |

 qualifiziert für die Superliga des nächsten Europacups

 abgestiegen in die 2. Liga des nächsten Europacups

## Länderwertungen Superliga
Die Teams auf den jeweils letzten beiden Plätzen stiegen in die 1. Liga des nachfolgenden Europacups ab.
| Länderwertungen Superliga – in Annecy am 22./23. Juni | Länderwertungen Superliga – in Annecy am 22./23. Juni | Länderwertungen Superliga – in Annecy am 22./23. Juni | Länderwertungen Superliga – in Annecy am 22./23. Juni | Länderwertungen Superliga – in Annecy am 22./23. Juni | Länderwertungen Superliga – in Annecy am 22./23. Juni |
|                                                       | Frauen                                                | Frauen                                                |                                                       | Männer                                                | Männer                                                |
| Platz                                                 | Land                                                  | Punkte                                                | Platz                                                 | Land                                                  | Punkte                                                |
| ----------------------------------------------------- | ----------------------------------------------------- | ----------------------------------------------------- | ----------------------------------------------------- | ----------------------------------------------------- | ----------------------------------------------------- |
| 1                                                     | Russland                                              | 124,0                                                 | 1                                                     | Deutschland                                           | 122,5                                                 |
| 2                                                     | Deutschland                                           | 110,5                                                 | 2                                                     | Frankreich                                            | 103,0                                                 |
| 3                                                     | Frankreich                                            | 089,0                                                 | 3                                                     | Russland                                              | 096,0                                                 |
| 4                                                     | Rumänien                                              | 088,0                                                 | 4                                                     | Großbritannien                                        | 095,0                                                 |
| 5                                                     | Großbritannien                                        | 084,5                                                 | 5                                                     | Italien                                               | 091,5                                                 |
| 6                                                     | Polen                                                 | 075,5                                                 | 6                                                     | Frankreich                                            | 087,0                                                 |
| 7                                                     | Ukraine                                               | 072,5                                                 | 7                                                     | Ukraine                                               | 064,5                                                 |
| 8                                                     | Italien                                               | 072,0                                                 | 8                                                     | Finnland                                              | 061,0                                                 |

 abgestiegen in die 1. Liga des nächsten Europacups

## Legende
Kurze Übersicht zur Bedeutung der Symbolik – so üblicherweise auch in sonstigen Veröffentlichungen verwendet:
| DNF | nicht im Ziel (did not finish)                               |
| DSQ | disqualifiziert                                              |
| DOP | wegen Dopingvergehens disqualifiziert                        |
| NMH | keine Höhe (No Mark)                                         |
| NMW | keine Weite (No Mark)                                        |
| ogV | ohne gültigen Versuch                                        |
| r   | Wettkampf nicht fortgesetzt (retired)                        |
| x   | ungültig                                                     |
| o   | Höhe übersprungen                                            |
| –   | ausgelassen                                                  |
| w   | Rückenwindunterstützung über dem erlaubten Limit von 2,0 m/s |

## Superliga: Resultate der Einzeldisziplinen

### Männer

#### 100 m
| Platz | Athlet            | Land | Zeit (s) |
| ----- | ----------------- | ---- | -------- |
| 1     | Issa-Aimé Nthépé  | FRA  | 10,27    |
| 2     | Kostjantyn Rurak  | UKR  | 10,31    |
| 3     | Francesco Scuderi | ITA  | 10,35    |
| 4     | Marcin Urbaś      | POL  | 10,42    |
| 5     | Marc Blume        | GER  | 10,44    |
| 6     | Markus Pöyhönen   | FIN  | 10,46    |
| 7     | Andrei Jepischin  | RUS  | 10,49    |
| DOP   | Dwain Chambers    | GBR  |          |

Datum: 22. Juni
Wind: +0,2 m/s
Der hier zunächst siegreiche Brite Dwain Chambers wurde später des Verstoßes gegen die Antidopingbestimmungen überführt. Unter anderem sein hier erzieltes Resultat wurde deshalb annulliert. Durch den daraus resultierenden Punktabzug sowie den weiteren Abzug aus der dopingbedingt disqualifizierten britischen 4-mal-100-Meter-Staffel rückte Deutschland in der Teamwertung nachträglich auf rang eins vor, während die zunächst siegreiche britische Mannschaft auf den vierten Platz abrutschte.

#### 200 m
| Platz | Athlet           | Land | Zeit (s) |
| ----- | ---------------- | ---- | -------- |
| 1     | Marlon Devonish  | GBR  | 20,27    |
| 2     | Marcin Urbaś     | POL  | 20,45    |
| 3     | Marco Torrieri   | ITA  | 20,65    |
| 4     | Kostjantyn Rurak | UKR  | 20,75    |
| 5     | Ronald Pognon    | FRA  | 20,79    |
| 6     | Oleg Sergejew    | RUS  | 20,98    |
| 7     | Steffen Otto     | GER  | 21,06    |
| 8     | Stefan Koivikko  | FIN  | 21,13    |

Datum: 23. Juni
Wind: −0,4 m/s

#### 400 m
| Platz | Athlet               | Land | Zeit (s) |
| ----- | -------------------- | ---- | -------- |
| 1     | Daniel Caines        | GBR  | 45,14    |
| 2     | Ingo Schultz         | GER  | 45,33    |
| 3     | Marek Plawgo         | POL  | 45,35    |
| 4     | Marc Raquil          | FRA  | 45,39    |
| 5     | Alessandro Attene    | ITA  | 45,91    |
| 6     | Wladimir Demtschenko | UKR  | 46,11    |
| 7     | Oleg Mischukow       | RUS  | 46,61    |
| 8     | Ari Kauppinen        | FIN  | 46,69    |

Datum: 22. Juni

#### 800 m
| Platz | Athlet                 | Land | Zeit (min) |
| ----- | ---------------------- | ---- | ---------- |
| 1     | Juri Borsakowski       | RUS  | 1:46,58    |
| 2     | Nils Schumann          | GER  | 1:46,99    |
| 3     | Paweł Czapiewski       | POL  | 1:47,92    |
| 4     | Nicolas Aissat         | FRA  | 1:48,01    |
| 5     | Simon Lees             | GBR  | 1:48,43    |
| 6     | Wilson Kirwa           | FIN  | 1:48,52    |
| 7     | Christian Neunhäuserer | ITA  | 1:48,61    |
| 8     | Iwan Heschko           | UKR  | 1:49,68    |

Datum: 23. Juni

#### 1500 m
| Platz | Athlet                 | Land | Zeit (min) |
| ----- | ---------------------- | ---- | ---------- |
| 1     | Mehdi Baala            | FRA  | 3:47,21    |
| 2     | Michael East           | GBR  | 3:48,26    |
| 3     | Paweł Czapiewski       | POL  | 3:48,77    |
| 4     | Franek Haschke         | GER  | 3:48,81    |
| 5     | Iwan Heschko           | UKR  | 3:48,91    |
| 6     | Wjatscheslaw Schabunin | RUS  | 3:48,97    |
| 7     | Christian Obrist       | ITA  | 3:50,22    |
| 8     | Juha Kukkamo           | FIN  | 3:50,41    |

Datum: 22. Juni

#### 3000 m
| Platz | Athlet           | Land       | Zeit (min) |
| ----- | ---------------- | ---------- | ---------- |
| 1     | Driss Maazouzi   | FRA        | 7:53,41    |
| 2     | Michail Jeginow  | RUS        | 7:54,05    |
| 3     | Jan Fitschen     | GER        | 7:54,92    |
| 4     | Anthony Whiteman | GBR        | 8:00,31    |
| 5     | Simone Zanon     | ITA        | 8:03,28    |
| 6     | Zbigniew Graczyk | POL        | 8:16,68    |
| 7     | Mykola Novytskyy | UKR        | 8:17,38    |
| 8     | Tuomo Lehtinen   | (Finnland) | 8:42,15    |

Datum: 23. Juni

#### 5000 m
| Platz | Athlet              | Land | Zeit (min) |
| ----- | ------------------- | ---- | ---------- |
| 1     | Dmitri Maximow      | RUS  | 14:09,92   |
| 2     | Sam Haughian        | GBR  | 14:11,60   |
| 3     | Ismaïl Sghyr        | FRA  | 14:14,00   |
| 4     | Marco Mazza         | ITA  | 14:14,72   |
| 5     | Samuli Vasala       | FIN  | 14:16,63   |
| 6     | Mario Kröckert      | GER  | 14:22,60   |
| 7     | Dmytro Baranowskyj  | UKR  | 14:43,27   |
| 8     | Dariusz Kruczkowski | POL  | 15:02,78   |

Datum: 22. Juni

#### 110 m Hürden
| Platz | Athlet           | Land | Zeit (s) |
| ----- | ---------------- | ---- | -------- |
| 1     | Colin Jackson    | GBR  | 13,15    |
| 2     | Mike Fenner      | GER  | 13,33    |
| 3     | Andrea Giaconi   | ITA  | 13,35    |
| 4     | Artur Kohutek    | POL  | 13,53    |
| 5     | Cédric Lavanne   | FRA  | 13,64    |
| 6     | Matti Niemi      | FIN  | 13,72    |
| 7     | Andrei Kislych   | RUS  | 13,77    |
| 8     | Sergei Smolenski | UKR  | 14,04    |

Datum: 23. Juni
Wind: +0,7 m/s

#### 400 m Hürden
| Platz | Athlet                | Land | Zeit (s) |
| ----- | --------------------- | ---- | -------- |
| 1     | Fabrizio Mori         | ITA  | 48,41    |
| 2     | Stéphane Diagana      | FRA  | 48,45    |
| 3     | Christopher Rawlinson | GBR  | 48,87    |
| 4     | Paweł Januszewski     | POL  | 49,20    |
| 5     | Boris Gorban          | RUS  | 49,22    |
| 6     | Henning Hackelbusch   | GER  | 50,60    |
| 7     | Gennadi Gorbenko      | UKR  | 51,16    |
| 8     | Jussi Heikkilä        | FIN  | 51,49    |

Datum: 22. Juni

#### 3000 m Hindernis
| Platz | Athlet            | Land | Zeit (min) |
| ----- | ----------------- | ---- | ---------- |
| 1     | Bouabdallah Tahri | FRA  | 8:30,22    |
| 2     | Damian Kallabis   | GER  | 8:32,04    |
| 3     | Roman Usov        | RUS  | 8:34,10    |
| 4     | Kim Bergdahl      | FIN  | 8:35,31    |
| 5     | Angelo Iannelli   | ITA  | 8:36,47    |
| 6     | Rafał Wójcik      | POL  | 8:44,86    |
| 7     | Stuart Stokes     | GBR  | 8:48,69    |
| 8     | Sergij Redko      | UKR  | 9:02,19    |

Datum: 23. Juni

#### 4 × 100 m Staffel
| Platz | Besetzung      | Land                                                                     | Zeit (s) |
| ----- | -------------- | ------------------------------------------------------------------------ | -------- |
| 1     | Deutschland    | Ronny Ostwald Alexander Kosenkow Marc Blume Thomas Müller                | 38,88    |
| 2     | Italien        | Francesco Scuderi Alessandro Cavallaro Marco Torrieri Stefano Dacastello | 38,89    |
| 3     | Polen          | Piotr Balzerczak Marcin Jędrusiński Marcin Urbaś Zbigniew Tulin          | 39,08    |
| 4     | Russland       | Andrei Jepischin Sergej Blinow Alexander Rjabow Alexander Smirnow        | 39,10    |
| 5     | Frankreich     | Ronald Pognon Issa-Aimé Nthépé Yannick Urbino David Patros               | 39,16    |
| DNF   | Finnland       | Ville Laine Tuomas Nasi Stefan Koivikko Markus Pöyhönen                  |          |
| DSQ   | Ukraine        | Kostjantyn Wassjukow Kostjantyn Rurak Anatolij Dowhal Oleksandr Kajdasch |          |
| DOP   | Großbritannien | Marlon Devonish Mark Lewis-Francis Christian Malcolm Allyn Condon        |          |

Datum: 22. Juni
Die britische Staffel, die zunächst Rang eins belegt hatte, wurde dopingbedingt nachträglich disqualifiziert. Durch den daraus resultierenden Punktabzug für Großbritannien und den weiteren Abzug der Punkte für den dopingbedingt nachträglich disqualifizierten Sprinter Dwain Chambers, der das 100-Meter-Einzelrennen gewonnen hatte, rückte Deutschland in der Teamwertung nachträglich auf Rang eins vor, während die zunächst siegreiche britische Mannschaft auf den vierten Platz abrutschte.

#### 4 × 400 m Staffel
| Platz | Besetzung      | Land                                                                      | Zeit (min) |
| ----- | -------------- | ------------------------------------------------------------------------- | ---------- |
| 1     | Großbritannien | Jared Deacon Timothy Benjamin Jamie Baulch Daniel Caines                  | 3:00,57    |
| 2     | Deutschland    | Ingo Schultz Jens Dautzenberg Ruwen Faller Bastian Swillims               | 3:00,80    |
| 3     | Frankreich     | Leslie Djhone Stéphane Diagana Naman Keïta Marc Raquil                    | 3:00,92    |
| 4     | Russland       | Jewgeni Lebedew Ruslan Maschtschenko Boris Gorban Andrei Semjonow         | 3:00,93    |
| 5     | Polen          | Marcin Marciniszyn Paweł Januszewski Rafał Wieruszewski Artur Gąsiewski   | 3:01,99    |
| 6     | Ukraine        | Wolodymyr Demtschenko Andrij Twredostup Wolodymyr Rybalka Jevgenij Sjukow | 3:05,97    |
| 7     | Italien        | Edoardo Vallet Luca Valletti Andrea Barberi Alessandro Attene             | 3:06,01    |
| 8     | Finnland       | Ari Kauppinen Mikko Karppi Patri Pohjonen Wilson Kirwa                    | 3:07,16    |

Datum: 23. Juni

#### Hochsprung
| Platz | Athlet             | Land | Höhe (m) | Versuchsserie (m) | Versuchsserie (m) | Versuchsserie (m) | Versuchsserie (m) | Versuchsserie (m) | Versuchsserie (m) | Versuchsserie (m) | Versuchsserie (m) | Versuchsserie (m) |
| Platz | Athlet             | Land | Höhe (m) | 2,10              | 2,15              | 2,19              | 2,22              | 2,25              | 2,28              | 2,30              | 2,32              | 2,34              |
| 1     | Grégory Gabella    | FRA  | 2,30     | o                 | xo                | xxo               | xo                | o                 | o                 | o                 | –                 | xxx               |
| 2     | Jaroslaw Rybakow   | RUS  | 2,28     | –                 | –                 | –                 | o                 | o                 | xxo               | x–                | xx                |                   |
| 3     | Grzegorz Sposób    | POL  | 2,25     | o                 | –                 | o                 | –                 | o                 | xxx               |                   |                   |                   |
| 4     | Andrzej Sokołowski | UKR  | 2,25     | o                 | o                 | o                 | xo                | o                 | xxx               |                   |                   |                   |
| 5     | Toni Huikuri       | FIN  | 2,25     | xo                | o                 | –                 | o                 | xo                | xr                |                   |                   |                   |
| 6     | Giulio Ciotti      | ITA  | 2,25     | o                 | o                 | o                 | o                 | xo                | xxx               |                   |                   |                   |
| 7     | Martin Buß         | GER  | 2,22     | –                 | –                 | o                 | o                 | xxx               |                   |                   |                   |                   |
| 8     | Ben Challenger     | GBR  | 2,19     | o                 | o                 | xo                | xxx               |                   |                   |                   |                   |                   |

Datum: 22. Juni

#### Stabhochsprung
| Platz | Athlet                | Land | Höhe (m) | Versuchsserie (m) | Versuchsserie (m) | Versuchsserie (m) | Versuchsserie (m) | Versuchsserie (m) | Versuchsserie (m) | Versuchsserie (m) | Versuchsserie (m) |
| Platz | Athlet                | Land | Höhe (m) | 4,85              | 5,05              | 5,25              | 5,40              | 5,55              | 5,65              | 5,75              | 5,91              |
| 1     | Tim Lobinger          | GER  | 5,75     | –                 | –                 | –                 | o                 | o                 | xo                | o                 | xxx               |
| 2     | Denys Jurtschenko     | UKR  | 5,65     | –                 | –                 | o                 | o                 | o                 | xo                | xxx               |                   |
| 2     | Giuseppe Gibilisco    | ITA  | 5,65     | –                 | –                 | –                 | o                 | o                 | xo                | xxx               |                   |
| 4     | Wassili Gorschkow     | RUS  | 5,55     | –                 | –                 | –                 | xo                | xo                | xxx               |                   |                   |
| 5     | Vesa Rantanen         | FIN  | 5,40     | –                 | –                 | o                 | o                 | xxx               |                   |                   |                   |
| 6     | Tim Thomas            | GBR  | 5,05     | o                 | xo                | xxx               |                   |                   |                   |                   |                   |
| 7     | Przemysław Czerwiński | POL  | 4,85     | o                 | xxx               |                   |                   |                   |                   |                   |                   |
| NMH   | Jean Galfione         | FRA  | ogV      | –                 | –                 | xxx               |                   |                   |                   |                   |                   |

Datum: 23. Juni

#### Weitsprung
| Platz | Athlet                | Land | Weite (m) | Versuchsserie (m) | Versuchsserie (m) | Versuchsserie (m) | Versuchsserie (m) |
| Platz | Athlet                | Land | Weite (m) | 1. Versuch        | 2. Versuch        | 3. Versuch        | 4. Versuch        |
| 1     | Christopher Tomlinson | GBR  | 8,17      | 8,17              | 8,16 w            | 7,72              | 8,14              |
| 2     | Nicola Trentin        | ITA  | 8,15      | 8,15              | 7,9100            | 7,86              | x                 |
| 3     | Salim Sdiri           | FRA  | 8,03      | 7,83              | 7,6600            | 8,03              | x                 |
| 4     | Daniil Burkenja       | RUS  | 7,94      | 7,75              | 7,8400            | 7,84              | 7,94              |
| 5     | Schahriar Bigdeli     | GER  | 7,82      | x                 | x                 | x                 | 7,82              |
| 6     | Kenneth Kastrén       | FIN  | 7,77      | x                 | 7,7700            | x                 | x                 |
| 7     | Grzegorz Marciniszyn  | POL  | 7,53      | 7,42              | 7,5000            | x                 | 7,53              |
| NMW   | Wolodymyr Sjuskow     | UKR  | ogV       | x                 | x                 | x                 | x                 |

Datum: 22. Juni

#### Dreisprung
| Platz | Athlet              | Land | Weite (m) | Versuchsserie (m) | Versuchsserie (m) | Versuchsserie (m) | Versuchsserie (m) |
| Platz | Athlet              | Land | Weite (m) | 1. Versuch        | 2. Versuch        | 3. Versuch        | 4. Versuch        |
| 1     | Jonathan Edwards    | GBR  | 17,1900   | 17,1900           | x                 | 17,08             | –                 |
| 2     | Fabrizio Donato     | ITA  | 17,1700   | 17,1700           | 17,11             | x                 | 17,0200           |
| 3     | Charles Friedek     | GER  | 17,1100   | 17,1000           | x                 | x                 | 17,1100           |
| 4     | Julien Kapek        | FRA  | 17,0400   | 16,4100           | x                 | x                 | 17,0400           |
| 5     | Igor Spassowchodski | RUS  | 17,0100   | 15,55 w           | 14,38             | x                 | 17,0100           |
| 6     | Jacek Kazimierowski | POL  | 16,67 w   | 15,9600           | 16,51             | x                 | 16,67 w           |
| 7     | Andriy Trots        | UKR  | 16,4900   | 16,4900           | x                 | x                 | x                 |
| 8     | Johan Meriluoto     | FIN  | 16,1600   | x                 | 16,11             | 14,06             | 16,1600           |

Datum: 23. Juni

#### Kugelstoßen
| Platz | Athlet                | Land | Weite (m) | Versuchsserie (m) | Versuchsserie (m) | Versuchsserie (m) | Versuchsserie (m) |
| Platz | Athlet                | Land | Weite (m) | 1. Versuch        | 2. Versuch        | 3. Versuch        | 4. Versuch        |
| 1     | Jurij Bilonoh         | UKR  | 20,55     | 20,23             | 20,36             | 20,55             | x                 |
| 2     | Ville Tiisanoja       | FIN  | 20,29     | 20,10             | 20,04             | 20,29             | 20,28             |
| 3     | Paolo Dal Soglio      | ITA  | 19,87     | 19,83             | x                 | 19,52             | 19,87             |
| 4     | Ralf Bartels          | GER  | 19,85     | 18,17             | 19,39             | x                 | 19,85             |
| 5     | Yves Niaré            | FRA  | 19,48     | 19,00             | 18,63             | 18,80             | 19,48             |
| 6     | Carl Myerscough       | GBR  | 19,41     | 19,18             | 19,41             | 19,39             | x                 |
| 7     | Pawel Tschumatschenko | RUS  | 19,37     | x                 | x                 | 19,21             | 19,37             |
| 8     | Leszek Śliwa          | POL  | 18,73     | 18,15             | 18,73             | 18,71             | 18,55             |

Datum: 22. Juni

#### Diskuswurf
| Platz | Athlet               | Land | Weite (m) | Versuchsserie (m) | Versuchsserie (m) | Versuchsserie (m) | Versuchsserie (m) |
| Platz | Athlet               | Land | Weite (m) | 1. Versuch        | 2. Versuch        | 3. Versuch        | 4. Versuch        |
| 1     | Michael Möllenbeck   | GER  | 66,82     | 64,87             | 61,72             | x                 | 66,82             |
| 2     | Dmitri Schewtschenko | GER  | 62,03     | x                 | 57,02             | 62,03             | 61,33             |
| 3     | Olgierd Stański      | POL  | 60,88     | 59,68             | x                 | 60,88             | 57,73             |
| 4     | Timo Tompuri         | FIN  | 59,79     | 59,33             | 56,24             | 58,42             | 59,79             |
| 5     | Jean-Claude Retel    | FRA  | 59,05     | 57,69             | 59,05             | 57,90             | 55,74             |
| 6     | Cristiano Andrei     | ITA  | 59,00     | x                 | 57,52             | 58,09             | 59,00             |
| 7     | Krylo Chuprynin      | UKR  | 58,43     | 53,50             | x                 | 58,43             | 57,60             |
| 8     | Glen Smith           | GBR  | 54,77     | 53,76             | 54,77             | x                 | 54,68             |

Datum: 23. Juni

#### Hammerwurf
| Platz | Athlet                 | Land | Weite (m) | Versuchsserie (m) | Versuchsserie (m) | Versuchsserie (m) | Versuchsserie (m) |
| Platz | Athlet                 | Land | Weite (m) | 1. Versuch        | 2. Versuch        | 3. Versuch        | 4. Versuch        |
| 1     | Olli-Pekka Karjalainen | FIN  | 79,25     | 76,17             | 78,52             | 79,25             | x                 |
| 2     | Andrij Skwaruk         | UKR  | 79,04     | 76,70             | x                 | 79,04             | x                 |
| 3     | Maciej Pałyszko        | POL  | 78,25     | 75,67             | 78,25             | 75,91             | 76,60             |
| 4     | Nicolas Figère         | FRA  | 77,75     | 77,75             | 76,88             | 74,40             | x                 |
| 5     | Karsten Kobs           | GER  | 77,63     | 73,67             | 77,51             | 77,63             | 77,60             |
| 6     | Wadim Kersonzew        | RUS  | 77,10     | x                 | 71,00             | 77,10             | x                 |
| 7     | Nicola Tizzoni         | ITA  | 73,84     | x                 | 73,07             | 73,84             | 73,23             |
| 8     | Michael Jones          | GBR  | 70,08     | 69,19             | 70,08             | 69,90             | 69,60             |

Datum: 22. Juni

#### Speerwurf
| Platz | Athlet            | Land | Weite (m) | Versuchsserie (m) | Versuchsserie (m) | Versuchsserie (m) | Versuchsserie (m) |
| Platz | Athlet            | Land | Weite (m) | 1. Versuch        | 2. Versuch        | 3. Versuch        | 4. Versuch        |
| 1     | Sergei Makarow    | RUS  | 88,24     | 88,24             | 86,28             | 87,66             | 87,48             |
| 2     | Steve Backley     | GBR  | 85,03     | 81,00             | 85,03             | 81,20             | x                 |
| 3     | Boris Henry       | GER  | 83,90     | 80,20             | 83,90             | 83,58             | 81,57             |
| 4     | Harri Haatainen   | FIN  | 83,25     | x                 | 83,25             | x                 | x                 |
| 5     | Dariusz Trafas    | POL  | 80,13     | 79,56             | 78,58             | 80,13             | 77,05             |
| 6     | Oleg Statsenko    | UKR  | 69,73     | x                 | 69,49             | x                 | 69,73             |
| 7     | Dominique Pausé   | FRA  | 68,25     | 65,21             | x                 | x                 | 68,25             |
| 8     | Alberto Desiderio | ITA  | 67,06     | 67,06             | 65,62             | 64,68             | x                 |

Datum: 23. Juni

### Frauen

#### 100 m
| Platz | Athletin              | Land | Zeit (s) |
| ----- | --------------------- | ---- | -------- |
| 1     | Muriel Hurtis         | FRA  | 10,96    |
| 2     | Manuela Levorato      | ITA  | 11,20    |
| 3     | Julija Tabakowa       | RUS  | 11,24    |
| 4     | Sina Schielke         | GER  | 11,25    |
| 5     | Anschela Krawtschenko | UKR  | 11,31    |
| 6     | Shani Anderson        | GBR  | 11,38    |
| 7     | Beata Szkudlarz       | POL  | 11,44    |
| 8     | Evelina Lisenco       | ROU  | 11,58    |

Datum: 22. Juni
Wind: +0,4 m/s

#### 200 m
| Platz | Athletin              | Land | Zeit (s) |
| ----- | --------------------- | ---- | -------- |
| 1     | Muriel Hurtis         | FRA  | 22,51    |
| 2     | Manuela Levorato      | ITA  | 22,76    |
| 3     | Sina Schielke         | GER  | 22,91    |
| 4     | Vernicha James        | GBR  | 22,94    |
| 5     | Ionela Târlea         | ROU  | 23,04    |
| 6     | Julija Tabakowa       | RUS  | 23,11    |
| 7     | Anschela Krawtschenko | UKR  | 23,32    |
| 8     | Beata Szkudlarz       | POL  | 23,83    |

Datum: 23. Juni
Wind: +0,6 m/s

#### 400 m
| Platz | Athletin           | Land | Zeit (s) |
| ----- | ------------------ | ---- | -------- |
| 1     | Antonina Jefremowa | UKR  | 50,70    |
| 2     | Grażyna Prokopek   | POL  | 51,34    |
| 3     | Francine Landre    | FRA  | 51,78    |
| 4     | Otilia Ruicu       | ROU  | 51,79    |
| 5     | Danielle Perpoli   | ITA  | 51,85    |
| 6     | Helen Karagounis   | GBR  | 52,03    |
| 7     | Anna Tkach         | RUS  | 52,09    |
| 8     | Claudia Marx       | GER  | 52,45    |

Datum: 22. Juni

#### 800 m
| Platz | Athletin             | Land | Zeit (min) |
| ----- | -------------------- | ---- | ---------- |
| 1     | Irina Mistjukewitsch | RUS  | 1:59,76    |
| 2     | Élisabeth Grousselle | FRA  | 1:59,95    |
| 3     | Ivonne Teichmann     | GER  | 2:00,07    |
| 4     | Kelly Holmes         | GBR  | 2:00,33    |
| 5     | Elena Iagar          | ROU  | 2:01,67    |
| 6     | Julija Gurtowenko    | UKR  | 2:02,04    |
| 7     | Anna Jakubczak       | POL  | 2:04,25    |
| 8     | Claudia Salvarani    | ITA  | 2:06,65    |

Datum: 22. Juni

#### 1500 m
| Platz | Athletin             | Land | Zeit (min) |
| ----- | -------------------- | ---- | ---------- |
| 1     | Maria Cioncan        | ROU  | 4:03,74    |
| 2     | Lidia Chojecka       | POL  | 4:04,84    |
| 3     | Tatjana Tomaschowa   | RUS  | 4:05,15    |
| 4     | Helen Pattinson      | GBR  | 4:05,20    |
| 5     | Iryna Lischtschynska | UKR  | 4:10,95    |
| 6     | Maria Martins        | FRA  | 4:15,04    |
| 7     | Sara Palmas          | ITA  | 4:18,44    |
| 8     | Kathleen Friedrich   | GER  | 4:20,73    |

Datum: 23. Juni

#### 3000 m
| Platz | Athletin                     | Land | Zeit (min) |
| ----- | ---------------------------- | ---- | ---------- |
| 1     | Gabriela Szabo               | ROU  | 8:38,03    |
| 2     | Jelena Sadoroschnaja         | RUS  | 8:39,84    |
| 3     | Lidia Chojecka               | POL  | 8:49,95    |
| 4     | Kristina da Fonseca-Wollheim | GER  | 9:07,40    |
| 5     | Kathy Butler                 | GBR  | 9:09,36    |
| 6     | Gloria Marconi               | ITA  | 9:11,37    |
| 7     | Maryna Dubrowa               | UKR  | 9:23,53    |
| 8     | Yamna Belkacem               | FRA  | 9:52,60    |

Datum: 22. Juni

#### 5000 m
| Platz | Athletin            | Land | Zeit (min) |
| ----- | ------------------- | ---- | ---------- |
| 1     | Olga Jegorowa       | RUS  | 16:04,26   |
| 2     | Joanne Pavey        | GBR  | 16:06,65   |
| 3     | Fatima Yvelain      | FRA  | 16:08,21   |
| 4     | Sabrina Mockenhaupt | GER  | 16:09,55   |
| 5     | Maura Viceconte     | ITA  | 16:12,24   |
| 6     | Mihaela Botezan     | ROU  | 16:19,39   |
| 7     | Marzena Michalska   | POL  | 16:46,91   |
| 8     | Maryna Dubrowa      | UKR  | 16:56,35   |

Datum: 23. Juni

#### 100 m Hürden
| Platz | Athletin           | Land | Zeit (s) |
| ----- | ------------------ | ---- | -------- |
| 1     | Patricia Girard    | FRA  | 12,64    |
| 2     | Kirsten Bolm       | GER  | 12,85    |
| 3     | Marija Korotejewa  | RUS  | 12,94    |
| 4     | Diane Allahgreen   | GBR  | 13,11    |
| 5     | Olena Krassowska   | UKR  | 13,12    |
| 6     | Aurelia Trywiańska | POL  | 13,12    |
| 7     | Carmen Zamfir      | ROU  | 13,24    |
| 8     | Margaret Macchiut  | ITA  | 13,24    |

Datum: 23. Juni
Wind: −0,2 m/s

#### 400 m Hürden
| Platz | Athletin             | Land | Zeit (s) |
| ----- | -------------------- | ---- | -------- |
| 1     | Julija Petschonkina  | RUS  | 53,38    |
| 2     | Anna Olichwierczuk   | POL  | 55,11    |
| 3     | Tasha Danvers        | GBR  | 55,68    |
| 4     | Sylvanie Morandais   | FRA  | 55,75    |
| 5     | Ulrike Urbansky      | GER  | 56,20    |
| 6     | Tetjana Debela       | UKR  | 56,33    |
| 7     | Monika Niederstätter | ITA  | 56,60    |
| 8     | Medina Tudor         | ROU  | 60,05    |

Datum: 22. Juni

#### 3000 m Hindernis
| Platz | Athlet                 | Land | Zeit (min) |
| ----- | ---------------------- | ---- | ---------- |
| 1     | Justyna Bąk            | POL  | 09:43,38   |
| 2     | Cristina Casandra      | ROU  | 09:49,51   |
| 3     | Melanie Schulz         | GER  | 09:49,79   |
| 4     | Tara Krzywicki         | GBR  | 10:23,21   |
| 5     | Pierangela Baronchelli | ITA  | 10:24,49   |
| 6     | Yuliya Ignatova        | UKR  | 10:26,24   |
| 7     | Jekaterina Wolkowa     | RUS  | 10:37,78   |
| DNF   | Laurence Duquenoy      | FRA  |            |

Datum: 23. Juni

#### 4 × 100 m Staffel
| Platz | Land           | Besetzung                                                             | Zeit (s) |
| ----- | -------------- | --------------------------------------------------------------------- | -------- |
| 1     | Frankreich     | Patricia Girard Muriel Hurtis Sylviane Félix Odiah Sidibé             | 42,41    |
| 2     | Deutschland    | Melanie Paschke Gabi Rockmeier Sina Schielke Marion Wagner            | 42,49    |
| 3     | Russland       | Natalja Ignatowa Irina Chabarowa Marina Kislowa Julija Tabakowa       | 43,11    |
| 4     | Ukraine        | Olena Pastuschenko Tetjana Tkalitsch Natalija Pyhyda Maryna Maydanova | 43,51    |
| 5     | Italien        | Daniela Bellanova Daniela Graglia Francesca Cola Manuela Levorato     | 44,24    |
| 6     | Polen          | Beata Szkudlarz Joanna Nielacna Agnieszka Rysiukiewicz Daria Onyśko   | 44,54    |
| 7     | Rumänien       | Monika Bumbescu Mirela Gavris Evelina Lisenco Nadia Cocoranu          | 45,22    |
| DNF   | Großbritannien | Joice Maduaka Shani Anderson Amanda Forrester Vernicha James          |          |

Datum: 22. Juni

#### 4 × 400 m Staffel
| Platz | Land           | Besetzung                                                                | Zeit (min) |
| ----- | -------------- | ------------------------------------------------------------------------ | ---------- |
| 1     | Großbritannien | Catherine Murphy Helen Frost Helen Thieme Lee McConnell                  | 3:27,87    |
| 2     | Deutschland    | Nicole Marahrens Claudia Marx Birgit Rockmeier Florence Ekpo-Umoh        | 3:28,72    |
| 3     | Italien        | Daniela Reina Daniela Graglia Manuela Levorato Danielle Perpoli          | 3:29,14    |
| 4     | Rumänien       | Ioana Ciurila Otilia Ruicu Monika Bumbescu Ionela Târlea                 | 3:29,97    |
| DSQ   | Frankreich     | Francine Landre Solène Désert Élisabeth Grousselle Marie-Louise Bévis    |            |
| DSQ   | Polen          | Anna Pacholak Grażyna Prokopek Zuzanna Radecka Aneta Lemiesz             |            |
| DSQ   | Russland       | Anna Tkatsch Olesja Nikolajewna Natalia Lawtschuk Julija Petschonkina    |            |
| DSQ   | Ukraine        | Tatjana Mowtschan Olga Mischtschenko Natalia Makuch Nataliya Zhuravlyova |            |

Datum: 23. Juni

#### Hochsprung
| Platz | Athletin              | Land | Höhe (m) | Versuchsserie (m) | Versuchsserie (m) | Versuchsserie (m) | Versuchsserie (m) | Versuchsserie (m) | Versuchsserie (m) | Versuchsserie (m) | Versuchsserie (m) | Versuchsserie (m) |
| Platz | Athletin              | Land | Höhe (m) | 1,70              | 1,75              | 1,80              | 1,84              | 1,87              | 1,90              | 1,93              | 1,95              | 1,98              |
| 1     | Iryna Mychaltschenko  | UKR  | 1,95     | –                 | –                 | o                 | o                 | o                 | o                 | xo                | xxo               | xr                |
| 2     | Oana Pantelimon       | ROU  | 1,93     | –                 | –                 | o                 | o                 | xxo               | xxo               | x                 | xxx               |                   |
| 3     | Kathryn Holinski      | GER  | 1,93     | –                 | –                 | o                 | o                 | xo                | xo                | xo                | xxx               |                   |
| 4     | Marina Kupzowa        | RUS  | 1,90     | –                 | o                 | o                 | o                 | o                 | o                 | xxx               |                   |                   |
| 4     | Susan Jones           | GBR  | 1,90     | –                 | –                 | o                 | o                 | o                 | o                 | xxx               |                   |                   |
| 6     | Lucie Finez           | FRA  | 1,90     | –                 | o                 | o                 | o                 | o                 | xxo               | xxx               |                   |                   |
| 7     | Anna Ksok             | POL  | 1,87     | –                 | o                 | o                 | o                 | o                 | xxx               |                   |                   |                   |
| 7     | Antonietta Di Martino | ITA  | 1,87     | o                 | o                 | o                 | o                 | o                 | xxx               |                   |                   |                   |

Datum: 23. Juni

#### Stabhochsprung
| Platz | Athletin           | Land | Höhe (m) | Versuchsserie (m) | Versuchsserie (m) | Versuchsserie (m) | Versuchsserie (m) | Versuchsserie (m) | Versuchsserie (m) | Versuchsserie (m) | Versuchsserie (m) | Versuchsserie (m) | Versuchsserie (m) | Versuchsserie (m) | Versuchsserie (m) |
| Platz | Athletin           | Land | Höhe (m) | 3,85              | 4,00              | 4,10              | 4,20              | 4,30              | 4,40              | 4,45              | 4,50              | 4,60              | 4,65              | 4,70              | 4,82              |
| 1     | Swetlana Feofanowa | RUS  | 4,70     | –                 | –                 | –                 | –                 | –                 | o                 | –                 | o                 | xx–               | o                 | xo                | xxx               |
| 2     | Yvonne Buschbaum   | GER  | 4,60     | –                 | –                 | –                 | –                 | o                 | –                 | –                 | o                 | xo                | x–                | xx                |                   |
| 3     | Vanessa Boslak     | FRA  | 4,45     | –                 | o                 | –                 | o                 | xo                | xo                | o                 | xxx               |                   |                   |                   |                   |
| 4     | Monika Pyrek       | POL  | 4,20     | –                 | o                 | –                 | xo                | –                 | xxx               |                   |                   |                   |                   |                   |                   |
| 5     | Janine Whitlock    | GBR  | 4,10     | –                 | o                 | o                 | xxx               |                   |                   |                   |                   |                   |                   |                   |                   |
| 6     | Francesca Dolcini  | ITA  | 4,10     | o                 | o                 | xo                | xxx               |                   |                   |                   |                   |                   |                   |                   |                   |
| 6     | Natalia Kuschtsch  | UKR  | 4,10     | o                 | o                 | xo                | xxx               |                   |                   |                   |                   |                   |                   |                   |                   |

Datum: 23. Juni
Rumänien stellte in diesem Wettbewerb keine Teilnehmerin.

#### Weitsprung
| Platz | Athletin            | Land | Weite (m) | Versuchsserie (m) | Versuchsserie (m) | Versuchsserie (m) | Versuchsserie (m) |
| Platz | Athletin            | Land | Weite (m) | 1. Versuch        | 2. Versuch        | 3. Versuch        | 4. Versuch        |
| 1     | Tatjana Kotowa      | RUS  | 7,42      | 6,78              | x                 | 7,42              | x                 |
| 2     | Cristina Nicolau    | ROU  | 6,65      | x                 | x                 | 6,65              | x                 |
| 3     | Bianca Kappler      | GER  | 6,64      | 6,24              | x                 | 6,64              | 5,29              |
| 4     | Silvia Favre        | ITA  | 6,45      | x                 | 6,45              | 6,44              | 6,08              |
| 5     | Jade Johnson        | GBR  | 6,42      | 6,42              | x                 | x                 | x                 |
| 6     | Katarzyna Klisowska | POL  | 6,41      | 6,35              | 6,41              | 6,20              | 6,14              |
| 7     | Haïdy Aron          | FRA  | 6,38      | 6,19              | 6,38              | 5,86              | 6,14              |
| 8     | Olena Schechowzowa  | UKR  | 6,11      | x                 | x                 | 6,11              | 6,06              |

Datum: 23. Juni

#### Dreisprung
| Platz | Athletin          | Land | Weite (m) | Versuchsserie (m) | Versuchsserie (m) | Versuchsserie (m) | Versuchsserie (m) |
| Platz | Athletin          | Land | Weite (m) | 1. Versuch        | 2. Versuch        | 3. Versuch        | 4. Versuch        |
| 1     | Anna Pjatych      | RUS  | 14,67     | 14,58             | x                 | 14,67             | 14,56             |
| 2     | Ashia Hansen      | GBR  | 14,62     | x                 | x                 | 14,62             | x                 |
| 3     | Magdelín Martínez | ITA  | 14,54     | x                 | 14,17             | 14,54             | x                 |
| 4     | Olena Howorowa    | UKR  | 14,37     | 13,79             | x                 | x                 | 14,37             |
| 5     | Cristina Nicolau  | ROU  | 14,33     | x                 | x                 | 14,33             | 14,25             |
| 6     | Liliana Zagacka   | POL  | 13,77     | 13,21             | 13,77             | 13,42             | 13,68             |
| 7     | Rose-Lise Retel   | FRA  | 13,63     | 13,63             | 13,32             | x                 | x                 |
| 8     | Nicole Herschmann | GER  | 13,30     | x                 | 12,69             | 12,76             | 13,30             |

Datum: 22. Juni

#### Kugelstoßen
| Platz | Athletin            | Land | Weite (m) | Versuchsserie (m) | Versuchsserie (m) | Versuchsserie (m) | Versuchsserie (m) |
| Platz | Athletin            | Land | Weite (m) | 1. Versuch        | 2. Versuch        | 3. Versuch        | 4. Versuch        |
| 1     | Swetlana Kriweljowa | RUS  | 19,63     | 18,86             | 19,41             | 19,63             | 19,56             |
| 2     | Astrid Kumbernuss   | GER  | 19,61     | 19,02             | 19,61             | x                 | x                 |
| 3     | Krystyna Danilczyk  | POL  | 18,52     | 18,01             | 18,52             | x                 | x                 |
| 4     | Elena Hila          | ROU  | 17,93     | 17,93             | 17,61             | 17,70             | 17,48             |
| 5     | Assunta Legnante    | ITA  | 17,89     | 16,65             | 17,89             | 17,65             | 17,55             |
| 6     | Laurence Manfrédi   | FRA  | 16,52     | x                 | 16,31             | 16,52             | 16,26             |
| 7     | Olena Dementiy      | UKR  | 16,16     | 15,68             | x                 | 16,16             | 15,93             |
| 8     | Julie Dunkley       | GBR  | 15,85     | 15,40             | 15,73             | 15,32             | 15,85             |

Datum: 23. Juni

#### Diskuswurf
| Platz | Athletin             | Land | Weite (m) | Versuchsserie (m) | Versuchsserie (m) | Versuchsserie (m) | Versuchsserie (m) |
| Platz | Athletin             | Land | Weite (m) | 1. Versuch        | 2. Versuch        | 3. Versuch        | 4. Versuch        |
| 1     | Natalja Sadowa       | RUS  | 65,91     | 65,91             | x                 | 61,84             | 64,25             |
| 2     | Nicoleta Grasu       | ROU  | 63,05     | 60,87             | 59,55             | 59,06             | 63,05             |
| 3     | Franka Dietzsch      | GER  | 59,30     | 57,49             | 59,30             | x                 | x                 |
| 4     | Viktoriya Boyko      | UKR  | 58,20     | 51,58             | 58,20             | x                 | x                 |
| 5     | Joanna Wiśniewska    | POL  | 58,06     | 57,63             | x                 | 58,06             | 57,69             |
| 6     | Shelley Newman       | GBR  | 57,89     | 55,58             | 57,89             | 52,55             | 67,27             |
| 7     | Agnese Maffeis       | ITA  | 57,39     | 57,11             | 57,39             | 56,45             | x                 |
| 8     | Mélina Robert-Michon | FRA  | 53,94     | 47,36             | 51,50             | 53,94             | 53,17             |

Datum: 22. Juni

#### Hammerwurf
| Platz | Athletin           | Land | Weite (m) | Versuchsserie (m) | Versuchsserie (m) | Versuchsserie (m) | Versuchsserie (m) |
| Platz | Athletin           | Land | Weite (m) | 1. Versuch        | 2. Versuch        | 3. Versuch        | 4. Versuch        |
| 1     | Olga Kusenkowa     | RUS  | 73,07     | 72,00             | 71,68             | 73,07             | x                 |
| 2     | Manuela Montebrun  | FRA  | 68,53     | 66,39             | x                 | 68,53             | 66,73             |
| 3     | Irina Sekatschowa  | UKR  | 66,88     | 64,87             | 66,18             | 64,68             | 66,88             |
| 4     | Ester Balassini    | ITA  | 65,49     | x                 | 60,94             | 65,49             | x                 |
| 5     | Susanne Keil       | GER  | 65,13     | 64,95             | 65,04             | x                 | 65,13             |
| 6     | Kamila Skolimowska | POL  | 64,39     | x                 | 64,39             | 64,11             | x                 |
| 7     | Lorraine Shaw      | GBR  | 63,09     | 59,72             | 61,46             | 63,09             | x                 |
| 8     | Cristina Buzău     | ROU  | 59,82     | 59,08             | 59,82             | 58,14             | 58,93             |

Datum: 23. Juni

#### Speerwurf
| Platz | Athletin             | Land | Weite (m) | Versuchsserie (m) | Versuchsserie (m) | Versuchsserie (m) | Versuchsserie (m) |
| Platz | Athletin             | Land | Weite (m) | 1. Versuch        | 2. Versuch        | 3. Versuch        | 4. Versuch        |
| 1     | Tatjana Schikolenko  | RUS  | 64,61     | 64,61             | 61,61             | 62,48             | 64,43             |
| 2     | Felicia Moldovan     | ROU  | 61,59     | 59,96             | 59,08             | 61,59             | x                 |
| 3     | Steffi Nerius        | GER  | 59,98     | 57,04             | 59,98             | 57,72             | 56,23             |
| 4     | Sarah Walter         | FRA  | 58,78     | x                 | 54,10             | 58,78             | 57,94             |
| 5     | Tetjana Ljachowytsch | UKR  | 57,22     | 53,27             | 54,57             | 56,91             | 57,22             |
| 6     | Kelly Morgan         | GBR  | 56,55     | 54,67             | 56,55             | 53,40             | 55,06             |
| 7     | Ewa Rybak            | POL  | 55,67     | 51,15             | 53,03             | 55,67             | 52,21             |
| 8     | Claudia Coslovich    | ITA  | 54,98     | 54,98             | 53,03             | 50,10             | 53,25             |

Datum: 22. Juni

## Videolinks
- EAA EC - European Cup Final - Relay 4x400m men Annecy / France 2002, youtube.com, abgerufen am 11. März 2024
- European Cup Annecy 2002, France, 4x400m Relay Women, youtube.com, abgerufen am 11. März 2024